# Drużynowe Mistrzostwa Świata na Żużlu 1970
Drużynowe Mistrzostwa Świata na Żużlu 1970 – jedenasta edycja w historii.

## Eliminacje

### Runda kontynentalna

#### Pierwszy ćwierćfinał
- 21 czerwca 1970 (niedziela),  Crikvenica
- Awans do półfinału kontynentalnego: 2 – Czechosłowacja i Jugosławia

| Miejsce | Kraje          | Suma | Zawodnicy                                                                     | Pkt.     | Pkt bieg. |
| ------- | -------------- | ---- | ----------------------------------------------------------------------------- | -------- | --------- |
| 1       | Czechosłowacja | 48   | Miloslav Verner Zdenek Majstr Jiří Štancl Václav Verner rez. Jan Klokočka     | 12 12 ns | b.d       |
| 2       | Jugosławia     | 28   | Drago Regvart Drago Perko Ivan Molan Draško Oršić Jose Visocnik               | b.d      | b.d       |
| 3       | Bułgaria       | 20   | Aleksandyr Kostow Petyr Petkow Petyr Iliew Georgi Macew brak zawodnika        | b.d –    | b.d       |
| 4       | Włochy         | 4    | Gianni Pizzo Giovanni Pizzo Annibale Pretto Gilberto Roncolato brak zawodnika | b.d –    | b.d       |

#### Drugi ćwierćfinał
- 21 czerwca 1970 (niedziela),  Ruhpolding
- Awans do półfinału kontynentalnego: 2 – NRD i Węgry

| Miejsce | Kraje   | Suma | Zawodnicy                                                                         | Pkt.      | Pkt bieg. |
| ------- | ------- | ---- | --------------------------------------------------------------------------------- | --------- | --------- |
| 1       | NRD     | 44   | Hans Jürgen Fritz Jürgen Hehlert Dieter Tetzlaff Peter Liebing Gerhard Uhlenbrock | 12 11 7 3 | b.d       |
| 2       | Węgry   | 26   | Pal Perenyi Barnabas Gyepes Sándor Csató Ferenc Radacsi brak zawodnika            | 8 7 6 5 - | b.d       |
| 3       | RFN     | 18   | Rudolf Kastl Christoph Betzl Josef Angermüller Alois Wiesböck Dieter Dauderer     | 6 6 0 0   | b.d       |
| 4       | Austria | 8    | Günther Walla Josef Haider Alfred Rinzner Helmut Schippl brak zawodnika           | 3 3 1 -   | b.d       |

#### Półfinał
- 5 lipca 1970 (niedziela),  Güstrow
- Awans do finału kontynentalnego: 2 – NRD i Czechosłowacja
- Druga drużyna wschodnioniemiecka zastąpiła drużynę jugosłowiańską, która nie przyjechała na ten turniej.

| Miejsce | Kraje          | Suma | Zawodnicy                                                                         | Pkt.      | Pkt bieg. |
| ------- | -------------- | ---- | --------------------------------------------------------------------------------- | --------- | --------- |
| 1       | NRD            | 45   | Hans Jürgen Fritz Jürgen Hehlert Dieter Tetzlaff Peter Liebing Gerhard Uhlenbrock | 12 12 7 2 | b.d       |
| 2       | Czechosłowacja | 27   | Jiří Štancl Zdenek Majstr Václav Verner Jan Klokočka Jaroslav Volf                | 8 7 5 ns  | b.d       |
| 3       | NRD B          | 16   | Jochen Dinse Kurt Martens Klaus Völker Horst Krüger rez. Wilfried Schneider       | 6 4 2 ns  | b.d       |
| 4       | Węgry          | 8    | Pal Perenyi Sándor Csató Barnabas Gyepes Ferenc Radacsi brak zawodnika            | 3 2 1 -   | b.d       |

#### Finał
- 25 lipca 1970 (sobota),  Slaný
- Awans do finału światowego: 2 - Czechosłowacja i Polska

| Miejsce | Kraje             | Suma | Zawodnicy                                                                                         | Pkt.       | Pkt bieg. |
| ------- | ----------------- | ---- | ------------------------------------------------------------------------------------------------- | ---------- | --------- |
| 1       | Czechosłowacja    | 32   | Václav Verner Zdenek Majstr Miloslav Verner Jiří Štancl Jan Holub                                 | 9 8 7 0    | b.d       |
| 2       | Polska            | 29   | Paweł Waloszek Andrzej Wyglenda Henryk Glücklich Jan Mucha Zygfryd Friedek                        | 9 9 6 5 0  | b.d       |
| 3       | Związek Radziecki | 18   | Władimir Gordiejew Jurij Dubinin Giennadij Kurilenko Walerij Klemientjew rez. Władimir Kononowicz | 9 4 3 2 ns | b.d       |
| 4       | NRD               | 16   | Hans Jürgen Fritz Jürgen Hehlert Peter Liebing Dieter Tetzlaff rez. Gerhard Uhlenbrock            | 8 5 2 1 ns | b.d       |

### Runda skandynawska
- 14 czerwca 1970 (sobota),  Västervik
- Awans do finału światowego: 1 - Szwecja

| Miejsce | Kraje     | Suma | Zawodnicy                                                                     | Pkt.         | Pkt bieg. |
| ------- | --------- | ---- | ----------------------------------------------------------------------------- | ------------ | --------- |
| 1       | Szwecja   | 39   | Ove Fundin Anders Michanek Bengt Jansson Per Olof Söderman rez. Käll Haage    | 12 12 10 4 1 | b.d       |
| 2       | Norwegia  | 32   | Odd Fossengen Öyvind S. Berg Reidar Eide Edgar Stangeland rez. Dag Lovaas     | 9 8 7 ns     | b.d       |
| 3       | Dania     | 25   | Ole Olsen Neils Weiss Kurt Bøgh Bent Nörregaard rez. Jörn Mogensen            | 9 6 5 ns     | b.d       |
| 4       | Finlandia | 0    | Erkki Hannula Reima Lohkovuori Jouko Naskali Matti Olin rez. Markku Tarkkanen | 0 0 0        | b.d       |

### Runda brytyjska
Wielka Brytania automatycznie w finale.

## Finał światowy
- 19 września 1970 (sobota),  Londyn - stadion Wembley

| Miejsce | Kraje           | Suma | Zawodnicy                                                                 | Pkt.        | Pkt bieg. |
| ------- | --------------- | ---- | ------------------------------------------------------------------------- | ----------- | --------- |
| 1       | Szwecja         | 42   | Ove Fundin Bengt Jansson Anders Michanek Sören Sjösten rez. Bernt Persson | 11 11 10 ns | b.d.      |
| 2       | Wielka Brytania | 31   | Barry Briggs Ivan Mauger Eric Boocock Nigel Boocock rez. Ray Wilson       | 11 9 5 2 4  | b.d.      |
| 3       | Polska          | 20   | Jan Mucha Antoni Woryna Edmund Migoś Paweł Waloszek rez. Henryk Glücklich | 6 5 4 2 3   | b.d.      |
| 4       | Czechosłowacja  | 3    | Václav Verner Zdenek Majstr Jiří Štancl Miloslav Verner rez. Jan Holub    | 3 0 0       | b.d.      |

## Tabela końcowa
| Miejsce | Kraj              |
| 1       | Szwecja           |
| 2       | Wielka Brytania   |
| 3       | Polska            |
| 4       | Czechosłowacja    |
| 5       | Norwegia          |
| 6       | Związek Radziecki |
|         | Dania             |
| 8       | NRD               |
|         | Finlandia         |
| 10      | Węgry             |
| 11      | Jugosławia        |
| 12      | Bułgaria          |
|         | RFN               |
| 14      | Włochy            |
|         | Austria           |